# Makten tillhör folket
Makten tillhör folket (finska: Valta kuuluu kansalle, förkortat VKK) är ett finländskt politiskt parti som registrerades i juni 2021. Partiet har 36 lokalavdelningar i Finland.

## Historia
Partiets grundare, riksdagsledamot Ano Turtiainen, uteslöts från Sannfinländarnas riksdagsgrupp den 5 juni 2020 efter att ha delat en kränkande bild på George Floyd på Twitter. Enligt riksdagsgruppens ordförande Ville Tavio fanns det också andra exempel på dåligt beteende på sociala media. Turtiainen uteslöts från partiet i februari 2021. Han är partiets enda riksdagsledamot.
Turtiainen grundade en förening Makten tillhör folket och började samla in anhängarkort för att grunda ett parti. Turtiainen meddelade att han hade lyckats få de nödvändiga 5000 korten på ett dygn.
Partiet gick till sitt första val i välfärdsområdesvalet 2022. Då fick partiet 1,3 % stöd och 10 mandat i hela landet.
I riksdagsvalet 2023 fick partiet 0 mandat.

## Ideologi och ställningstagande
Ano Turtiainen har talat om covid-19-pandemin och har bl.a. vägrat att använda munskydd i riksdagen. Turtiainen har också uttryckt sig att vara skeptisk mot vacciner och coronarestriktioner. Att tro och hitta på konspirationsteorier är vanligt i partiet och bland dess åhörare.
Partiet har fått stöd från kända högerextremistiska aktivister, bland annat företagaren Juha Kärkkäinen.